# يوهان إتش بيك
يوهان إتش بيك (بالإنجليزية: Johann Heinrich Beck)‏ هو ملحن أمريكي، ولد في 12 سبتمبر 1856 في كليفلاند في الولايات المتحدة، وتوفي في 26 مايو 1924.